# Marouflage

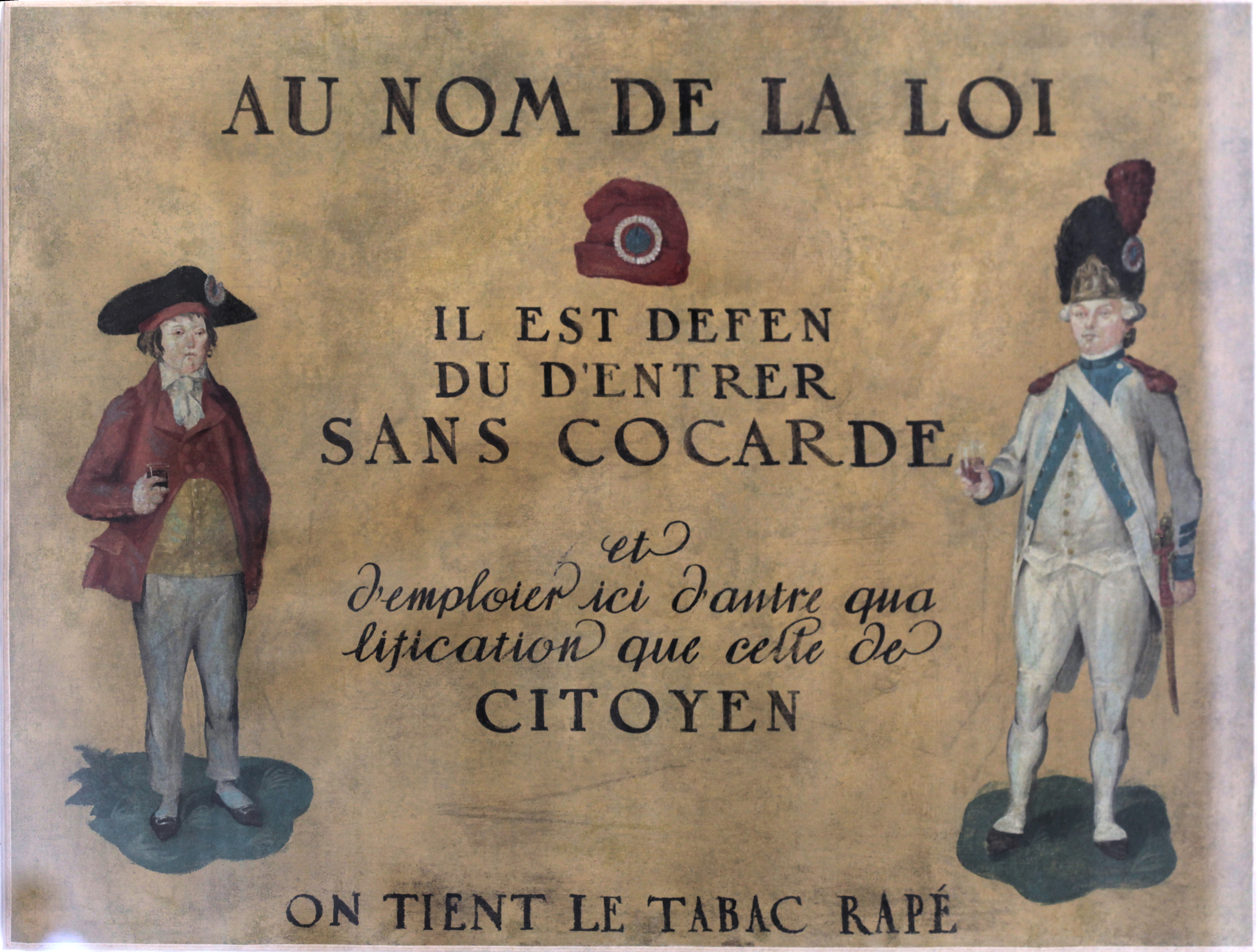
Pintura interior d'un pub irlandès amb marouflage.

Marouflage és l'encolat de l'obra sobre un altre suport rígid. Aquest sistema s'utilitza des de l'antiguitat per a suports delicats (cartró, paper enganxat sobre tela) o excessivament debilitats, deformats o trencats (teles enganxades sobre fusta). Amb el pas del temps es va considerar com un tractament negatiu pels següents motius: pot transformar el caràcter de l'obra proporcionat pel suport, l'adhesió sobre un altre material diferent pot complicar les reaccions davant els factors ambientals, sobretot quan cada material respon d'una manera diferent. També el desencolatge és laboriós, en molts casos no és possible introduir dissolvents perquè xoparan l'obra original. S'aplica una capa fina del adhesiu tant a la paret com a la tela. Una vegada que el llenç està muntat a la paret, la pressió s'exerceix amb corrons de mà de goma per suavitzar el llenç i eliminar qualsevol bombolla. És una paraula francesa que originalment es refereix a restes de pintura enganxoses, parcialment endurides. El marouflage és una tècnica de 3.000 anys d'antiguitat. Històricament, els artistes van utilitzar diversos tipus d'adhesius, incloent-hi una cola de pell de conill. El mineral de plom blanc es va utilitzar en els segles xix i xx en la barreja per ajudar-ho a secar.